# Homoseksualiteit in Koerdistan
De positie van homoseksualiteit in Koerdistan verschilt per gebied. Ondanks dat verschillende Koerdische organisaties en bewegingen, waaronder de Nationale Assemblee Koerdistan, een sterk westers model volgen, zijn relatief veel Koerden sterk religieus en hebben ze een conservatieve visie op homoseksualiteit en lhbt-onderwerpen. Homoseksuelen en lhbt'ers worden (anno 2015) nog steeds benadeeld in Koerdistan, maar het probleem is kleiner dan in andere landen in het Midden-Oosten.

## Homoseksualiteit in de Koerdische Autonome Regio (Irak)
In de Koerdische Autonome Regio wordt hetzelfde wetboek van strafrecht gehanteerd als in Irak. Homoseksualiteit en transseksualiteit zijn niet illegaal. Er is echter geen grote publieke discussie gevoerd over lhbt-rechten, wat te wijten is aan de traditionele tribale en religieuze waarden. Voorlichting over seksuele geaardheid en genderidentiteit is vrij beperkt in de Autonome Regio en homoseksualiteit en niet-traditionele rolpatronen worden over het algemeen beschouwd als een teken van buitenlandse decadentie en immoraliteit. Ondanks deze discriminatie is de situatie in de Koerdische Autonome Regio beter dan in de rest van Irak, waar lhbt'ers gediscrimineerd en bedreigd worden. Veel lhbt'ers vluchten vanuit Irak naar de Koerdische Autonome Regio.
In 2010 werd gemeld dat het passeren van een nieuwe wet in Iraaks Koerdistan, het garanderen van gendergelijkheid, een diepe verontwaardiging in de lokale religieuze gemeenschap heeft veroorzaakt. Prominente figuren onder wie de Minister van Schenkingen en Religieuze Zaken Kamil Haji Ali en een aantal prominente imaams hebben gezegd dat de wet een "verspreiding van immoraliteit" en een "verstoring van de Koerdische samenleving" is. Na vele boze reacties van religieuze bewegingen hield de Koerdistan Regionale Overheid een persconferentie, hierin werd verklaard dat de gendergelijkheidswet niet de legalisering van het homohuwelijk inhoudt.

## Homoseksualiteit in Noord-Koerdistan (Turkije)
Turks-Koerdistan wordt als een van de gevaarlijkere plekken voor lhbt'ers gezien. Diyarbakir is de veiligste plaats voor homoseksuelen in Turks-Koerdistan. In Diyarbakir bevinden zich organisaties om lhbt-rechten te beschermen.
De lhbt-rechtenbeweging in Turkije heeft meerdere voorstellen gedaan, maar deze zijn door de Turkse overheid geweigerd.
De Turkse pro-Koerdische partij HDP krijgt veel steun van de Koerdische lhbt-gemeenschap in Turkije. In 2014 spraken verschillende Turkse en Koerdische lhbt-organisaties waaronder Kaos GL, Pembe Hayat, Gender Identity and Sexual Orientation Studies Association (SPOD) en het Hêvî LGBTİ Initiatief over hun steun aan de toenmalige co-voorzitter van de HDP Selahattin Demirtaş. Demirtaş was een van de weinige politici die zich inzette voor lhbt-rechten. Tijdens de Lokale Verkiezingen in Turkije in 2014 had de HDP tien lhbt-kandidaten.
Of de ideologie van de PKK een lhbt-uitsluitende houding heeft is discutabel. Veel revolutionaire lhbt-activisten bekritiseren de PKK, volgens hen houdt het uitsluiten van queer- en transidentiteiten de vooruitgang van de revolutie tegen Anderen zeggen dat de PKK een progressieve visie heeft op onderwerpen als lhbt en dat er geen discriminatie plaatsvindt.

## Homoseksualiteit in Rojava (Syrië)
De legalisering van homoseksualiteit in Rojava verschilt per gemeenschap. Het is bekend dat homoseksualiteit legaal is in Bakur en Bashur, maar het homohuwelijk wordt hier niet erkend.
De PKK is evenals in Turkije ook in Syrië actief in de Syrische Burgeroorlog. Binnen de YPG en de YPJ vindt seksuele discriminatie plaats. Op sociale media blijkt dat de YPG homoseksuelen gelijk stelt aan kindermishandelaars, criminelen en moordenaars, wat rechtstreeks tegen de egalitaire en feministische idealen van Rojava lijkt in te gaan.
In de rest van Syrië is homoseksualiteit illegaal. Op homoseksuele activiteit staat een gevangenisstraf van drie jaar. Het is onbekend hoe de Syrische Oppositie omgaat met lhbt.

## Homoseksualiteit in Iraans-Koerdistan (Iran)
In Iran is er geen aparte Koerdische overheid. Homoseksualiteit wordt bestraft in Iran, op homoseksuele activiteit staat de doodstraf.

## Koerdische lhbt-activisten
- Amir Ashour, oprichter van IraQueer.
- Jyan Avesta, activist van de Kurdistan LGBT Initiative.
- Yusuf Celik, lhbt-activist, voorzitter Fondsenwerving voor de Conservative Party of Canada in Ottawa-Zuid en vice-president van de Kurdish Youth Association of Canada.
- Rosi Da, activist van Hêvî LGBTİ
- Koya (onbekend - heden), oprichter van de Koerdische lhbt-krant Hevjin.
- Solin (onbekend - heden), oprichter van de Koerdische lhbt-krant Hevjin.
- Ahmet Yildiz (1982 - 2008), vertegenwoordiger van Turkije bij lhbt-bijeenkomsten.

Egypte · Koerdistan · Nazi-Duitsland · Nederland · Oude Rome · Oude Egypte · Rusland · Sierra Leone
 Portaal LHBT · Portaal Geschiedenis